# Transport Research Laboratory
Le Transport Research Laboratory est un centre de recherche anglais sur les transports.
Situé à Crowthorne dans le Berkshire, il a été créé en 1933 comme organisme public dépendant du Ministère des transports britannique. Il a été partiellement privatisé en 1988 à l'époque de Margaret Thatcher, puis totalement rendu indépendant du gouvernement en 1993. Géré par une fondation pilotée par des industriels des transports, il ne vit que de ses contrats passés soit avec l'état soit avec des entreprises privées. 
Ses activités portent sur de nombreux domaines concernant les transports mais pour une bonne part sur la sécurité routière dont l'entretien de l'infrastructure routière. Pour l'étude de la sécurité des véhicules, le TRL dispose de pistes d'essais, de bancs d'essai de choc et d'un simulateur de conduite.